# Tulipa cypria
Tulipa cypria är en liljeväxtart som beskrevs av Otto Stapf och William Bertram Turrill. Tulipa cypria ingår i släktet tulpaner, och familjen liljeväxter. IUCN kategoriserar arten globalt som starkt hotad.
Artens utbredningsområde är Cypern. Inga underarter finns listade.